# カワサキ・Z200
Z200（ゼットにひゃく）は、川崎重工業（オートバイ製造事業部、現・カワサキモータース）が製造販売していたオートバイ。

## 概要
1970年代後半から1980年頃まで販売されていたオートバイ。排気量198ccの空冷4サイクルSOHC2バルブ単気筒エンジン、前輪にワイヤー（メカニカル）式シングルディスクブレーキ、後輪にドラムブレーキを装備する極めてシンプルなモデルである。当時の単気筒では最大排気量。車体カラーは青メタリック、黒メタリック。その他、シルバーメタリック、赤メタリックがある。1980年のカタログ価格は240,000円。シンプルな車体と軽量な車重から初心者や女性ライダー向けともカタログにうたわれていた。実際には、当車種をターゲットとしていた初心者や女性ライダーではなく、単気筒エンジン独特のテイスト（味わい）を好む男性ライダーたちに支持された。
数度マイナーチェンジを繰り返した後、1980年に排気量が246ccにアップ（のち249ccにアップ）された、後継のモデルZ250FSにバトンタッチした。
現在では個体数も少なく、レア車として扱われている。